# Institut de la longévité et du vieillissement
L'Institut de la longévité et du vieillissement est un groupement d'intérêt scientifique (GIS) français créé en 2002 par le ministre de la Recherche Roger-Gérard Schwartzenberg sous l'impulsion d'Étienne-Émile Baulieu et Françoise Forette.
Son but est de fédérer des compétences et des moyens pour développer les recherches sur le vieillissement, d’assurer une coordination de ces recherches, de contribuer à la diffusion des connaissances sur ces questions. Cette structure, présidée par Étienne-Émile Baulieu, rassemble différents organismes : à côté du ministère de la Recherche, on y trouve notamment le CNRS , l'INSERM, ainsi que l’Institut national d'études démographiques (INED).
En 2004, le ministère de la Santé et le ministère délégué aux personnes âgées se joignent au groupement qui devient alors l'Institut de la longévité et du vieillissement.